# Cube Quest
Cube Quest es un juego laserdisc de arcade matamarcianos hecho por la compañía estadounidense Simutrek lanzado en 1983. Fue diseñado y programado principalmente por Paul Allen Newell, quien escribió previamente algunos juegos de Atari 2600. Fue introducido en el Tokyo's Amusement Machine Show (AM Show) en septiembre de 1983, y luego fue mostrado en el show de AMOA al mes siguiente antes de ser lanzado en Norteamérica en diciembre de 1983.
Combina gráficos poligonales en 3D en tiempo real con fondos animados grabados en laserdisc, volviéndolo el primer videojuego de arcade en usar gráficos 3D hechos por computadora en tiempo real. En aquella época, los gráficos 3D prerenderizados por computadora fueron usados en el juego arcade de Funai, Interstellar, introducidos en el mismo AM Show en septiembre de 1983. Cube Quest fue, sin embargo, el primer juego en usar dichos gráficos, antes que I, Robot de Atari (1984).

## Jugabilidad
El objetivo del juego es guiar una nave espacial por medio de un mundo cúbico para alcanzar el tesoro de Mytha, ubicado en el extremo opuesto del origen del juego. Cada borde del cubo lleva a uno de 54 corredores únicos donde una onda de enemigos deberá ser despachada en una secuencia de disparos. El primer segmento se debe jugar hasta obtener 1000 puntos, el siguiente 5000. Finalmente, tras llegar al tesoro de Mytha, se obtiene la recompensa de convertirse en maestro de Cube Quest. Luego de eso, el juego se reiniciará.

## Desarrollo
El desarrollador del juego, Simutrek, fue financiado por el exejecutivo de Atari y Exidy Noah Anglin. Paul Allen Newell fue responsable del diseño y la programación. Los fondos del laserdisc fueron producidos por Robert Abel and Associates. Ken Nordine (sin ser acreditado) interpretó la voz de la narración introductoria. El juego fue planeado para ser lanzado para Vectrex, pero fue cancelado cuando la consola salió del mercado.
Paul Allen Newell fue influenciado por las animaciones hechas por computadora de John Whitney y Jim Blinn, y por los juegos de arcade de los años 80 como Pac-Man, Tempest, Centipede y Defender. Los fondos CGI del juego fueron usados posteriormente en Beyond the Mind's Eye.

## Recepción y legado
El juego recibió reseñas mixtas desde su lanzamiento, recibiendo elogios por sus gráficos, pero siendo criticado por su jugabilidad. Desde su debut en el AM Show, el juego «fue considerado muy complicado para la distracción electrónica mainstream» de acuerdo con la revista Cash Box. Tras su debut en AMOA, el juego fue llamado «visualmente impresionante», pero «alucinógeno» y «neopsicodélico» por Cash Box. En la revista Computer Games, Ben Gold y Eugene Jarvis elogiaron los gráficos, pero Jarvis criticó la jugabilidad, llamándola «una mala versión de Tempest».

### Posible conexión con la leyenda urbanade Polybius
Varios investigadores como Patrick Kellogg creen que Cube Quest pudo haber sido una inspiración para la leyenda urbana de Polybius, debido a las varias similitudes entre el juego y la leyenda.
Polybius es descrito frecuentemente como un shoot-em-up al estilo Tempest con gráficos surrealistas, a menudo dañinos, que era visitado frecuentemente por «hombres de negro» antes de que desapareciera repentinamente para siempre. Cube Quest, mientras tanto, es un juego del estilo de Tempest con gráficos avanzados para aquel entonces que, debido a la naturaleza poco fiable de los videojuegos de laserdisc, era visitado frecuentemente por mantenimiento y a menudo desaparecía de los arcades tras un corto periodo de tiempo.
El nombre del supuesto creador de Polybius, «Sinneslöchen», tiene un parecido al desarrollador de Cube Quest, Simutrek.